# Maria Cunitz

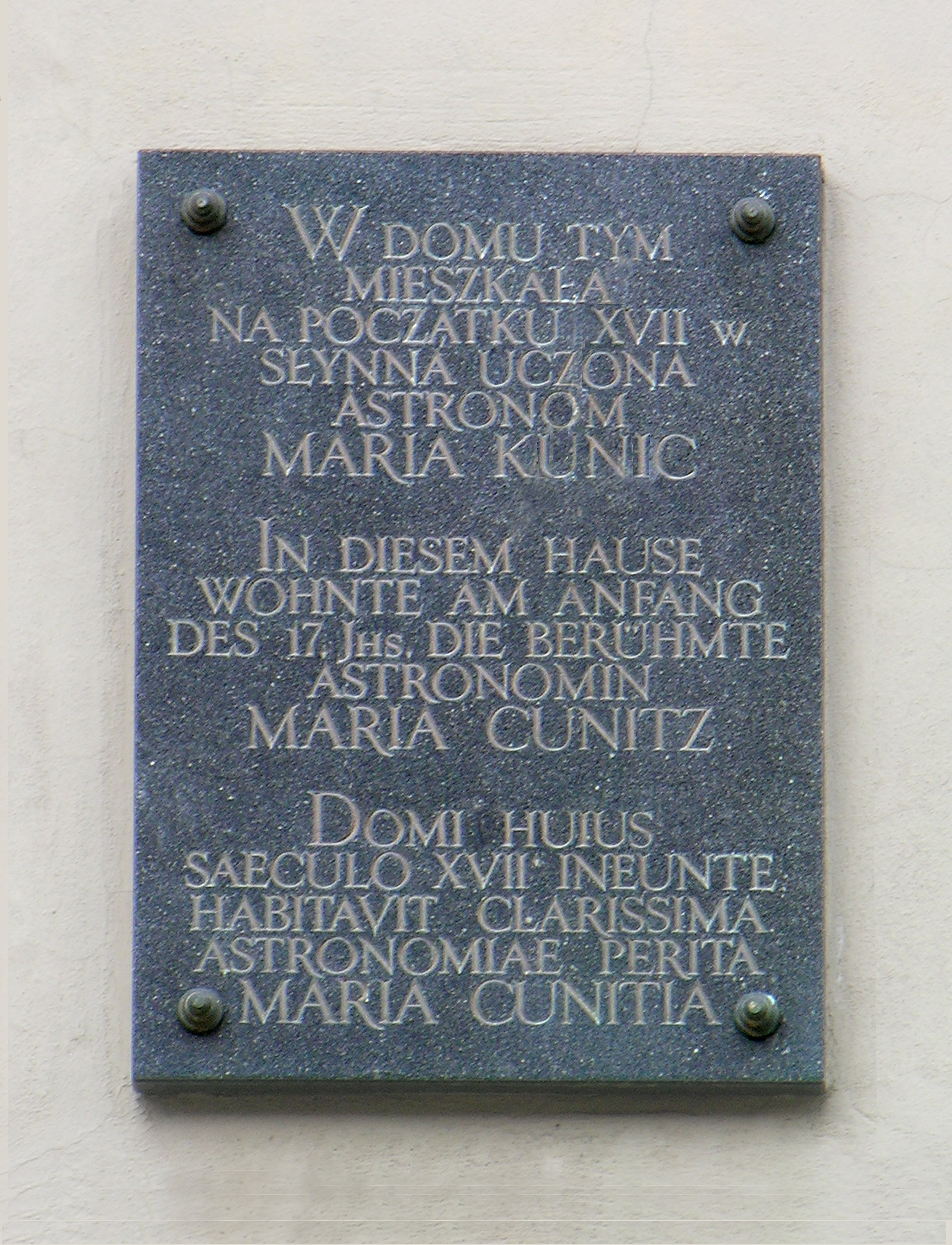
Tablica ku czci Marii Cunitz w Świdnicy

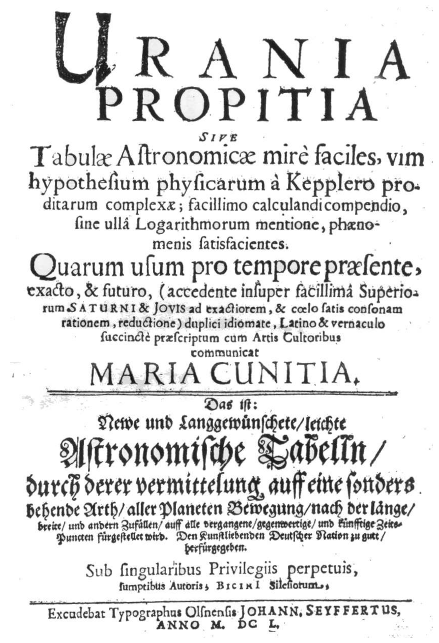
Strona tytułowa dzieła Urania propitia

Maria Cunitz lub Maria Cunitia, inne wersje nazwiska: Kunitz,(ur. 29 maja 1610 w Świdnicy
 lub Wołowie, zm. 24 sierpnia 1664 w Byczynie) – śląska astronomka, autorka pracy Urania Propitia, będącej udoskonaleniem Tablic rudolfińskich Keplera.

## Życiorys
Maria Cunitz była najstarszą córką Marii von Schultz i lekarza Heinricha Cunitza ze Świdnicy. Podobnie jak w przypadku Mikołaja Kopernika i Jana Heweliusza niełatwo określić jednoznacznie jej narodowość, gdyż współczesne pojęcie narodowości pojawiło się dopiero w XIX wieku, a w jej czasach nie odgrywało istotnej roli.
Otrzymała staranne wykształcenie, znała język grecki, łacinę, francuski, niemiecki, polski, włoski i hebrajski, interesowała się m.in. medycyną, matematyką, astronomią i historią.  W wieku 13 lat Maria wyszła za mąż za prawnika Davida von Gerstmanna. W wieku 19 lat spotkała matematyka i astronoma Eliasa Kretzschmeyera, który za swoje dzieło Horologium Zodiacale uzyskał tytuł szlachecki Leonibus (von Löwen). Dzięki tej znajomości Maria przeniosła swoje wcześniejsze zainteresowania astrologią na problem ówczesnej astronomii, jakim była zapoczątkowana przez Kopernika debata nad budową Wszechświata. W 1630, po śmierci ojca Marii, wyszła za mąż za Eliasa. Wraz z nim wspólnie obserwowała (z dachu swojego domu w Świdnicy) planety: Wenus i Jowisza, pracując w nocy, a śpiąc w dzień. Ze związku z Eliasem Maria miała trzech synów: Eliasa Theodora, Antona Heinricha i Franza Ludwiga.
Ze względu na jej dokonania zwano ją „Śląską Pallas” oraz „Drugą Hypatią”, a jej praca, Urania propitia, wydana własnym sumptem w Oleśnicy w 1650 roku, będąca udoskonaleniem Tablic rudolfińskich Keplera, przyniosła jej sławę europejską. Napisała ją w Łubnicach, niedaleko klasztoru, gdzie wraz z mężem znalazła schronienie w czasie wojny trzydziestoletniej u boku ksieni, Zofii Łubieńskiej, zarządzającej klasztorem należącym do Konwentu cysterek z Ołoboku. Urania propitia zawierała nowe tablice astronomiczne, tzw. efemerydy oraz w bardziej jasny i prosty sposób rozwiązywała (korygując wcześniejsze obliczenia) „problem Keplera”, który zagęszczał maksymalnie sfery w przestrzeni trójwymiarowej. W 1656 roku, podczas pożaru Byczyny, spaliła się większość jej dorobku naukowego: notatek i rękopisów.
Maria i Eliasz prowadzili kilkuletnią korespondencję z Janem Heweliuszem, a następnie z francuskim astronomem Ismailem Bouillaudem. Jej listy przechowywane są w Bibliotheque Nationale de France oraz w Bibliotheque de l’Observatoire w Paryżu. Znany jest też fakt jej korespondencji z Johannem Albrechtem Portnerem z Ratyzbony oraz z sekretarzem królowej Polski, Pierre’em Desnoyersem. Maria Cunitz owdowiała w roku 1661 i potem zaprzestała działalności naukowej.
Johann Caspar Eberti w 1727 roku napisał: „Cunicia (Maria) albo Cunitzin, córka sławnego pana Henryka Cunitiego, [...]. Uczona niewiasta, błyszcząca zarazem jak królowa pośród śląskich niewiast, mówiła siedmioma językami: niemieckim, włoskim, francuskim, polskim, łaciną, greką i hebrajskim, była doświadczona w muzyce i potrafiła sporządzić piękny obraz. Przy tym była bardzo zajęta astrologią [...]; rozważania astronomiczne były jej największą przyjemnością".

## Urania propitia
Urania propitia została wydana w 1650 roku w Oleśnicy i była dedykowana cesarzowi Ferdynandowi III. W 1651 roku we Frankfurcie ukazało się jej drugie wydanie. Urania propitia przyczyniła się do upowszechnienia wiedzy o odkrytych przez Keplera prawach ruchu planet. Maria Cunitz poprawiła napisane przez niego Tablice rudolfińskie oraz znacznie uprościła zaproponowane przez niego schematy obliczeniowe, m.in. odchodząc od wtedy nowatorskich, a więc i słabo rozumianych, logarytmów.
Urania propitia, licząca 552 stron, została jednocześnie wydana w dwóch wersjach językowych − pierwsza część jest napisana po łacinie, druga po niemiecku. Dzięki napisaniu pracy również w języku powszechnie zrozumiałym (zgodnie z dotychczasową tradycją dzieła naukowe pisano wyłącznie po łacinie), dzieło Marii stało się dostępne dla znacznie szerszego grona badaczy. Obie te cechy wyrażają zamysł autorki przedstawiony w samym tytule dzieła: Urania propitia, czyli astronomia przybliżona czytelnikowi, uczyniona zrozumiałą.
W Uranii znajduje się też novum. Jest to pierwsze dzieło astronomiczne, które zawiera efemerydy faz Wenus.

### Nazwa dzieła
Nazwa dzieła, Urania propitia, to dwa pierwsze słowa strony tytułowej której pełna treść brzmi:

Urania propitia sive Tabulae astronomicae mire faciles, vim hypothesium physicarum a Kepplero proditarum complexae; facillimo calculandi compendio, sine ullâ logarithmorum mentione, phaenomenis satisfacientes. Quarum usum pro tempore praesente, exacto, & futuro (accedente insuper facillimâ superiorum Saturni & Jovis ad exactiorem, & coelo satis consonam rationem, reductione) duplici idiomate, Latino & vernaculo succincte praescriptum cum Artis Cultoribus communicat Maria Cunitia

a następnie:

Das ist: Newe und Langgewünschete / leichte Astronomische Tabelln /
durch derer vermittelung auff eine sonders behende Arth / aller Planeten
Bewegung / nach der länge / breite / und andern Zufällen / auff alle vergangene / gegenwertige / ung künfftiege Zeits-Puncten fürgesteller wird. Den Kunstliebenden Deutscher zu gutt / berfürgegeben
Sub singularibus Privilegiis perpetuis, sumptibus Autoris, Bicini Silesiorum
Excudebat Typographus Olsnensis Johann Seyffertus, Anno M. DC L.

## Upamiętnienie
W czasach nowożytnych na jej cześć nazwano jeden z nielicznych kraterów uderzeniowych na Wenus – Cunitz, a także jedną z planetoid – (12624) Mariacunitia.
Od 1997 roku Maria Cunitz jest patronką jednej z głównych ulic Byczyny w obrębie starego miasta. Upamiętnienia doczekała się także w Świdnicy, gdzie patronuje jednej z osiedlowych ulic i w rynku, przed Muzeum Kupiectwa w Świdnicy, gdzie znajduje się jej ławeczka z pomnikiem.
Pod koniec października 2008 roku gimnazjum w Świdnicy otrzymało jej imię, zaś w pobliżu wciąż istniejącego domu Pod Złotym Chłopkiem, gdzie mieszkała i prowadziła swoje obserwacje, stanął jej pomnik.
W 2021 ukazał się komiks Karolina i Klara. Medalion czasu autorstwa Sebastiana Frąckiewicza i Anny Krztoń. Jedną z bohaterek jest Maria Cunitz. Komiks wydała Fundacja Kosmos dla Dziewczynek. Przed wydaniem wersji książkowej komiks ukazał się w czasopiśmie „Kosmos dla Dziewczynek”.